# Buffalo Lake, Northwest Territories
Buffalo Lake är en sjö i Kanada.   Den ligger i territoriet Northwest Territories, i den centrala delen av landet, 3 100 km nordväst om huvudstaden Ottawa. Buffalo Lake ligger 264 meter över havet. Arean är 729 kvadratkilometer. Den sträcker sig 33,4 kilometer i nord-sydlig riktning, och 48,2 kilometer i öst-västlig riktning.
Trakten runt Buffalo Lake är nära nog obefolkad, med mindre än två invånare per kvadratkilometer.